# EPIC The Irish Emigration Museum

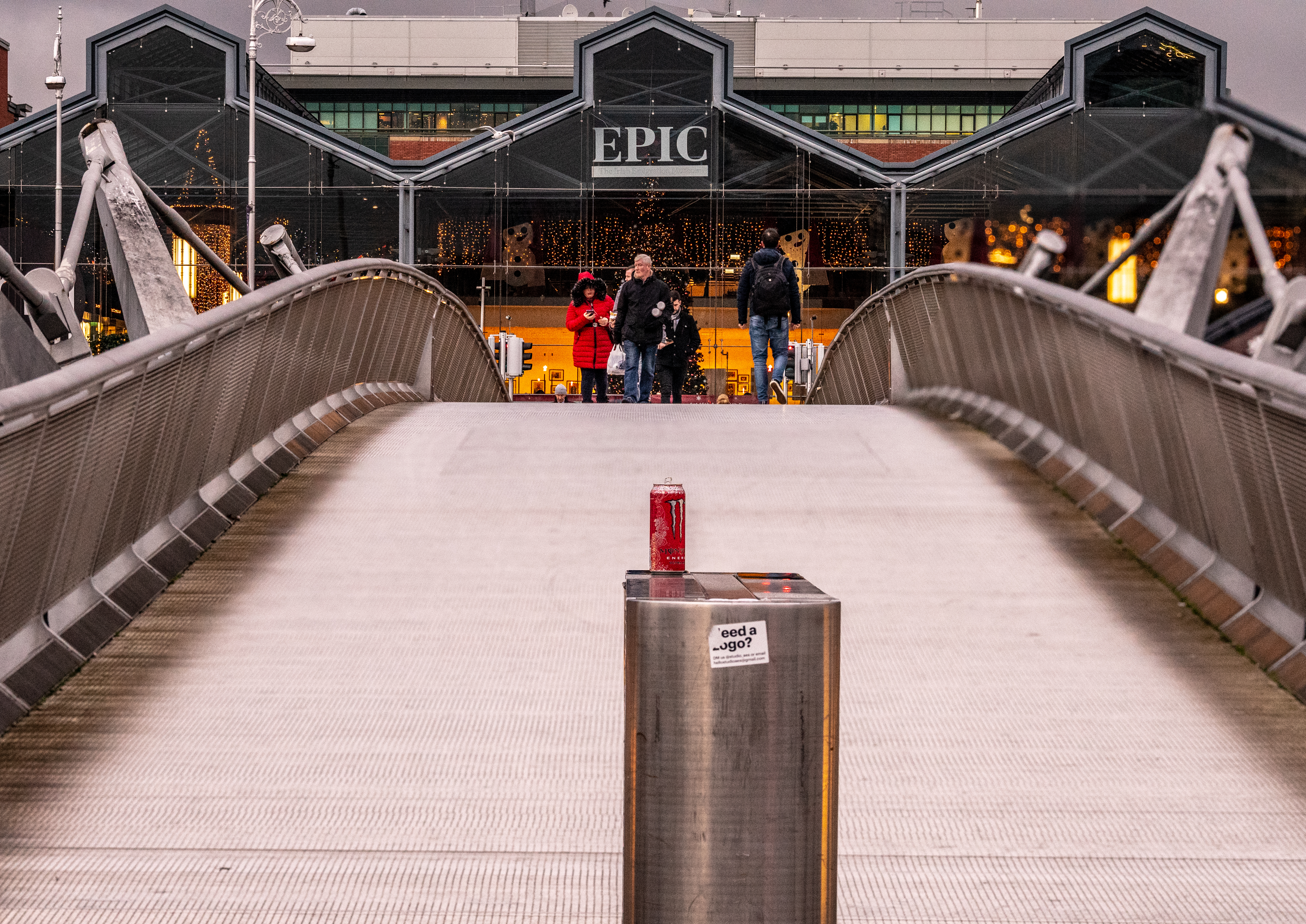
Eingang zum Museum, 2018

EPIC The Irish Emigration Museum ist das irische Auswanderungs- bzw. Migrationsmuseum in Dublin im denkmalgeschützten CHQ Building, eines der letzten erhaltenen Lagerhäuser in den Dubliner Docklands. 
Neville Isdell gründete das Museum 2016, nach seiner Karriere als Vorstand bei der Coca-Cola Company. Seine eigene Migrationserfahrung in verschiedenen Ländern hatte ihn auf diese Idee gebracht. Im Museum wird erklärt, warum 10 Millionen Menschen Irland verlassen haben und wie sie die Welt beeinflusst und geprägt haben.

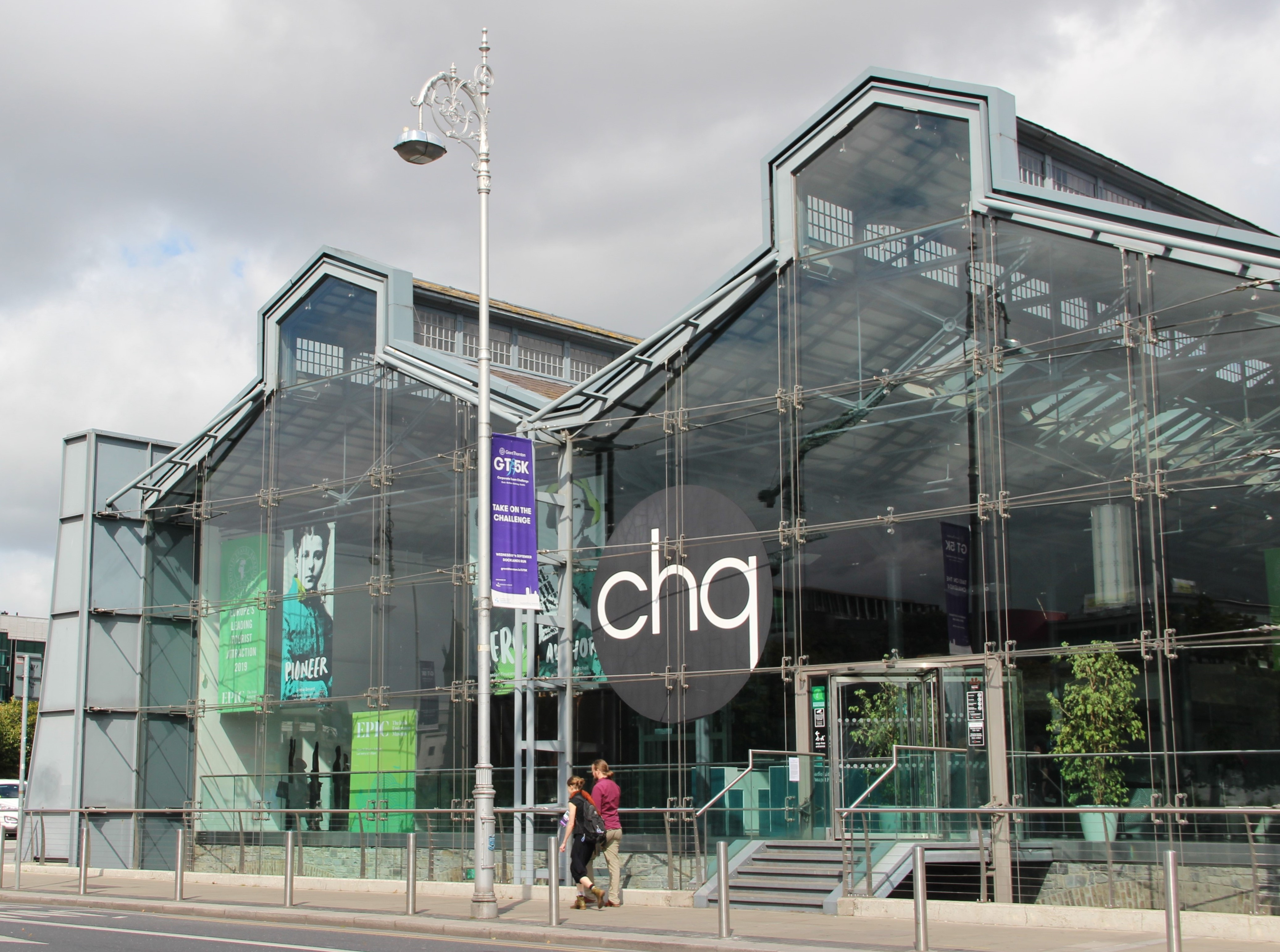
EPIC Museum im chq Building, 2019

Das mit vielen interaktiven Elementen gestaltete Museum beschreibt zunächst Gründe wie die große Hungersnot Mitte des 19. Jahrhunderts oder religiöse Verfolgung, die dazu geführt haben, dass über die Jahrhunderte so viele Menschen ihre Heimat verlassen haben, um in unterschiedlichen Teilen der Welt eine bessere Zukunft zu suchen. In verschiedenen Themenräumen wird dargestellt, welche Personen irischer Abstimmung beispielsweise die Bereiche Politik, Sport, Kunst, Literatur, Schauspiel oder Wissenschaft & Technologie weltweit geprägt haben. Die Besucher erfahren beispielsweise, dass die früheren Präsidenten der Vereinigten Staaten John F. Kennedy, Ronald Reagan und Barack Obama irische Wurzeln haben. 
Außerdem wird den Besuchern gezeigt, wer von der grünen Insel aus die Welt beeinflusst hat. Es geht um bekannte Bands wie U2 oder Thin Lizzy, Musiker und Sänger, Schauspieler und Künstler, das Tanzensemble Riverdance, das den traditionellen irischen Stepptanz in die ganze Welt getragen hat und berühmte Schriftsteller wie James Joyce oder die Literaturnobelpreisträger Samuel Beckett und George Bernard Shaw. 
In den Jahren 2019, 2020 und 2021 wurde das Museum zur führenden europäischen Touristenattraktion gewählt.